# Rânes
Rânes é uma comuna francesa na região administrativa da Normandia, no departamento Orne. Estende-se por uma área de 33,83 km². Em 2010 a comuna tinha 1 052 habitantes (densidade: 31,1 hab./km²).